# Igreja de São João Novo
A igreja de São João Novo é um templo católico situado no Largo de São João Novo, na União das freguesias de Cedofeita, Santo Ildefonso, Sé, Miragaia, São Nicolau e Vitória, na cidade do Porto. É um monumento inscrito na ZEP (Zona Especial de Protecção) do Centro Histórico do Porto, Património Cultural da Humanidade (UNESCO).
Este templo era a igreja conventual do extinto Convento dos Frades Eremitas Calçados de Santo Agostinho (Gracianos) de São João Novo do Porto, imponente edifício que ladeia a igreja do lado nascente. O convento de São João Novo, cuja designação evoca São João de Sahagun ou São João Facundo (de Salamanca), foi fundado no final do século XVI sobre a igreja de São João Baptista que havia sido sede da extinta paróquia de São João de Belomonte.
No contexto da instauração do Liberalismo no país, no final da Guerra Civil Portuguesa (1828-1834), e na sequência da publicação do Decreto de extinção das Ordens Religiosas, assinado por Pedro IV de Portugal em 1834, os frades agostinhos foram obrigados a abandonar o convento, no qual foi então instalado o Tribunal Criminal e Correccional do Porto em 1863, local onde se encontra em funcionamento até hoje.
Em frente à igreja, do lado aposto do Largo de São João Novo, encontra-se o Palácio de São João Novo, construído em finais do século XVIII, de estilo barroco que muitos atribuem a Nicolau Nasoni; foi hospital militar durante o Cerco do Porto, nas Guerras Liberais, e, mais tarde, Museu de Etnografia.

## Designações
- Igreja dos Frades Agostinhos Calçados (Gracianos) do Porto
- Igreja do extinto Convento de São João Novo
- Igreja de São João Novo